# Verfassungsreferendum in Rumänien 2018
Das Verfassungsreferendum in Rumänien 2018 fand am 6. und 7. Oktober statt. In dem Referendum wurden die Wähler gefragt, ob sie eine Änderung der Definition der Familie gemäß Artikel 48 der Verfassung befürworteten, um das Verbot der gleichgeschlechtlichen Ehe in der Verfassung zu verfestigen.

## Vorgeschichte
Das Referendum folgte einer Bürgerinitiative, die Ende 2015 von der Coalţia pentru Familie ins Leben gerufen wurde und über drei Millionen Unterschriften erhielt, deutlich mehr als die 500.000, die für die Einleitung eines Verfassungsreferendums benötigt wurden. Derzeit definiert die rumänische Verfassung die Familie als freiwillige Ehe „zwischen Ehepartnern“, aber die Initiatoren der Initiative versuchten, die geschlechtsneutrale Sprache mit einem ausdrücklichen Hinweis auf die Familie als eine Union zwischen einem Mann und einer Frau zu ändern. Wenn diese Maßnahme erlassen würde, würde die gleichgeschlechtliche Ehe im Land verfassungswidrig, jedoch verbietet ein rumänisches Gesetz bereits die gleichgeschlechtliche Ehe.
Ursprünglich sollte das Referendum im Herbst 2017 stattfinden. In der Abgeordnetenkammer wurde die Initiative am 9. Mai 2017 mit 232 zu 22 Stimmen angenommen. Lediglich die Abgeordneten Uniunea Salvați România stimmten gegen das Referendum. In diesem Jahr fand jedoch kein Referendum statt. Ende März 2018 sollte das Referendum im Mai 2018 stattfinden, später wurde es auf dem 10. Juni verschoben und schließlich auf 6. und dem 7. Oktober 2018.
Einige frühere Volksabstimmungen in Rumänien scheiterten aufgrund einer Forderung nach einer Wahlbeteiligung von 50 %, damit die Ergebnisse gültig waren. Diese Regelung wurde 2014 geändert und die Mindestwahlbeteiligung wurde gesenkt. Jetzt wird nur noch eine Wahlbeteiligung von 30 % bei einem Referendum benötigt, wobei 25 % der Stimmen von allen Wahlberechtigten gültig sein müssen.

## Standpunkte und Wahlempfehlungen

### Parteien
In der folgenden Tabelle sind die Standpunkte samt Abstimmungsempfehlungen der größten rumänischen Parteien zusammengefasst. Die fett gedruckten Parteien waren am Tag der Abstimmung im Parlament vertreten.
| Wahl- empfehlung          | Politische Partei | Politische Partei                                    | Politische Orientierung | Parteivorsitzender      | Beleg         |
| ------------------------- | ----------------- | ---------------------------------------------------- | ----------------------- | ----------------------- | ------------- |
| Ja                        |                   | Partidul Social Democrat (PSD)                       | Sozialdemokratie        | Liviu Dragnea           | [ 9 ]         |
| Ja                        |                   | Partidul Mișcarea Populară (PMP)                     | Liberal-Konservativmus  | Eugen Tomac             | [ 10 ] [ 11 ] |
| Ja                        |                   | Partidul România Unită (PRU)                         | Nationalismus           | Victor Iovici           | [ 12 ] [ 13 ] |
| Ja                        |                   | Partidul România Mare (PRM)                          | Nationalismus           | Robert Bugă             | [ 14 ]        |
| Ja                        |                   | Partidul Ecologist Român (PER)                       | Grün-Liberalismus       | Dănuț Pop               | [ 15 ]        |
| Ja                        |                   | Partidul Național Țărănesc Creștin Democrat (PNȚ-CD) | Christdemokratie        | Aurelian Pavelescu      | [ 16 ]        |
| Ja                        |                   | Noua Dreaptă (ND)                                    | Rechtsextremismus       | Tudor Ionescu           | [ 17 ]        |
| Boykott der Abstimmung    |                   | Uniunea Salvați România (USR)                        | Anti-Korruption         | Dan Barna               | [ 18 ]        |
| Boykott der Abstimmung    |                   | Partidul Verde (PV)                                  | Grüne Politik           | Silviu Dumitru          | [ 19 ]        |
| Boykott der Abstimmung    |                   | Mișcarea România Împreună (RO+)                      | Liberalismus            | Dacian Cioloș           | [ 20 ]        |
| Boykott der Abstimmung    |                   | Pro România (PRO)                                    | Sozialliberalismus      | Victor Ponta            | [ 21 ]        |
| Boykott der Abstimmung    |                   | Partidul Democrației și Solidarității (DEMOS)        | Mitte-Links             | Claudiu Crăciun         | [ 22 ]        |
| Neutral · (Für Teilnahme) |                   | Partidul Național Liberal (PNL) 1                    | Nationalliberalismus    | Ludovic Orban           | [ 23 ]        |
| Neutral · (Für Teilnahme) |                   | Demokratische Union der Ungarn in Rumänien (UDMR)    | Regionalismus           | Hunor Kelemen           | [ 24 ]        |
| Neutral · (Für Teilnahme) |                   | Alianța Liberalilor și Democraților (ALDE)           | Liberalismus            | Călin Popescu-Tăriceanu | [ 25 ]        |

### Kirche
Das Referendum wird auch von der rumänischen griechisch-katholische Kirche, der rumänisch-orthodoxen Kirche und der Pfingstbewegung unterstützt.
Die Evangelische Kirche A.B. in Rumänien äußerte sich dazu: „Die Ehe zwischen Mann und Frau sei Fundament einer christlichen Gesellschaft, muss aber weder verteidigt, noch sollte sie politisiert werden, um ein Scheinthema zu schaffen, welches von Korruption, Rechtsbeugung, Vetternwirtschaft und EU-Feindlichkeit ablenkt.“

### EU
33 Mitglieder des Europäischen Parlaments von der Konföderale Fraktion der Vereinten Europäischen Linken/Nordische Grüne Linke (GUE/NGL), der Fraktion der Progressiven Allianz der Sozialdemokraten im Europäischen Parlament (S&D), der Die Grünen/Europäische Freie Allianz (Grüne/EFA), der Fraktion der Allianz der Liberalen und Demokraten für Europa (ALDE) und ebenfalls von der Fraktion der Europäischen Volkspartei (EVP) und der Fraktion der Europäischen Konservativen und Reformer (EKR) haben einen offenen Brief unterzeichnet, der die rumänischen Senatoren dazu auffordert, gegen das Referendum zu stimmen.
Am 16. März 2018 haben 40 Abgeordnete von S&D, EVP, EKR und Europa der Nationen und der Freiheit (ENF) mit einem Schreiben an den Präsidenten Klaus Iohannis den Präsidenten der Abgeordnetenkammer Liviu Dragnea, den Präsidenten des Senats Călin Popescu-Tăriceanu und die Vorsitzenden der Oppositionsparteien gebeten, das Referendum zur Definition der Ehe zu organisieren.
Am 26. September 2018 kritisierten die Mitglieder der S&D-Fraktion im Europäischen Parlament (zu der auch PSD gehört) in einem Treffen mit Ministerpräsident Viorica Dăncilă die Abhaltung des Referendums mit der Begründung, solche Ideen gehöre nicht zur europäischen sozialistischen Familie. Anschließend, am 3. Oktober 2018, schickten 47 Europaabgeordnete dem Premierminister einen offenen Brief, in dem sie ihre Bestürzung über die Organisation des Referendums bekundeten. Nach Ansicht der Abgeordneten macht die Organisation des Referendums, ohne dass alternative Formen der rechtlichen Anerkennung von Familien angeboten werden, die rumänische Regierung zu einem Komplizen bei Menschenrechtsverletzungen in Rumänien.

## Ergebnis
Das Verfassungsreferendum erreichte nicht das notwendige Quorum von 30 Prozent der Wahlberechtigten. Es beteiligten sich 20,5 Prozent der Wahlberechtigten, von denen über 90 Prozent für die Verfassungsänderung stimmten, was 19,5 Prozent der Wahlberechtigten ergibt.
| Wahl               | Stimmen    | %    |
| ------------------ | ---------- | ---- |
| Ja                 | 3.531.732  | 93.4 |
| Nein               | 249.412    | 6.6  |
| Ungültige Stimmen  | 76.111     | 2.0  |
| Abgegebene Stimmen | 3.857.308  | 100  |
| Stimmberechtigte   | 18.279.011 | 21.1 |
| Quelle:BEC         |            |      |